# واکسن کزاز
واکسن کزاز، که همچنین به عنوان کزاز توکسوئید (TT) نیز شناخته شده‌است، یک واکسن غیرفعال است که برای پیشگیری از بیماری عفونی کزاز استفاده می‌شود. در دوران کودکی پنج دوز توصیه می‌شود و سپس دوزهای اضافی هر ده سال پیشنهاد می‌شوند. پس از سه دوز تقریباً هر کس مصون می‌شود. در کسانی که ایمن‌سازی در برابر کزاز را تکرار نکرده‌اند، یک دوز تقویت کننده باید ظرف ۴۸ ساعت پس از آسیب دیدگی استفاده شود. در افرادی که در معرض آسیب دیدگی قرار گرفته‌اند و جزو دسته پرخطر محسوب می‌شوند استفاده از آنتی توکسین کزاز نیز ممکن است توصیه شود. واکسیناسیون زنان باردار اهمیت زیادی دارد و واکسیناسیون باعث ایجاد ایمنی در مادر و جنین خواهد شد.

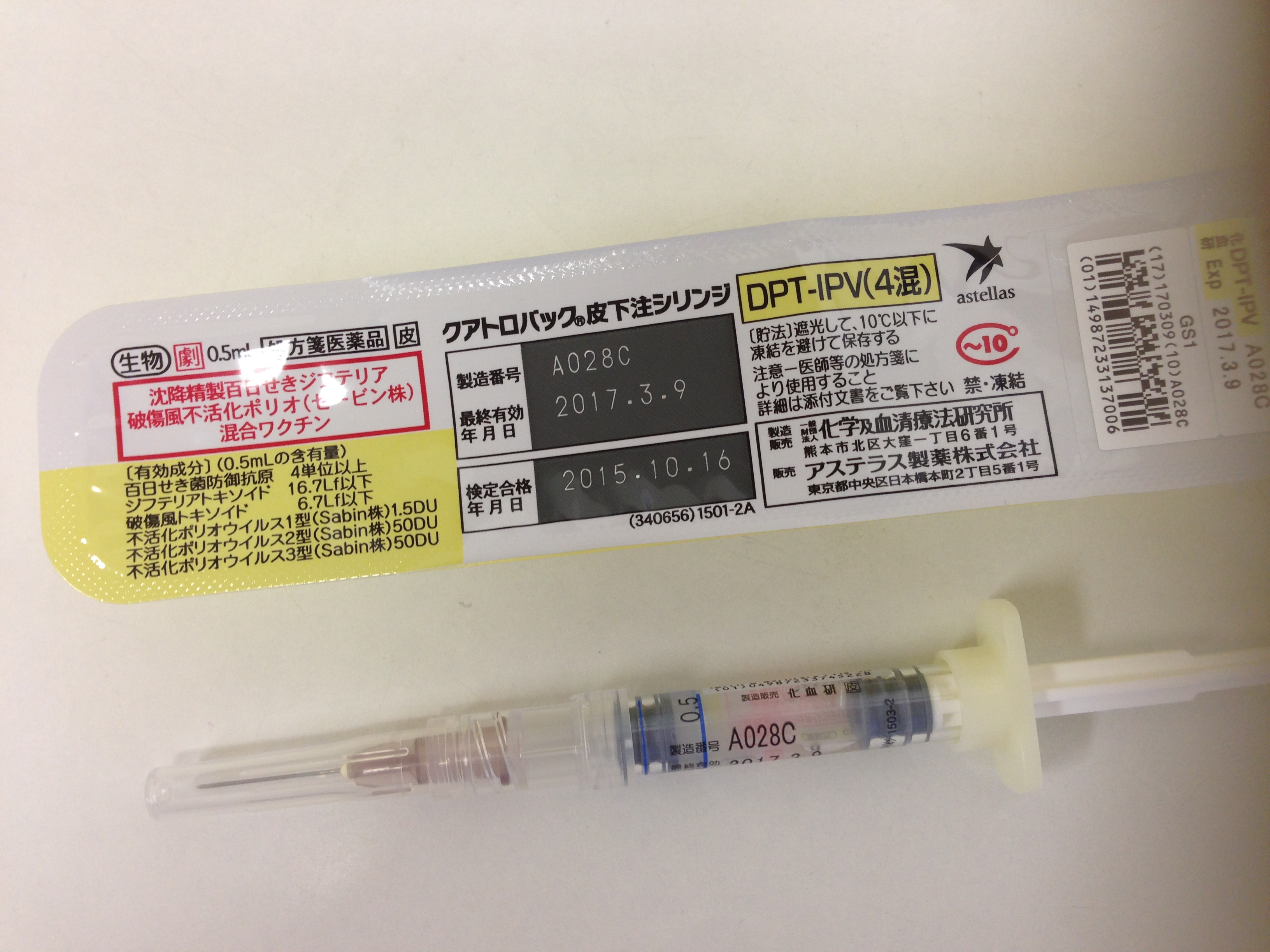
واکسن کزاز که معمولاً همراه با واکسن‌های دیگر استفاده می‌شود.

این واکسن بسیار امن است، حتی در طول دوران بارداری و نیز برای کسانی که مبتلا به اچ آی وی/ایدز می‌باشند. در بین ۲۵٪ و ۸۵٪ از مردم قرمزی و درد در محل تزریق رخ می‌دهد. تب و احساس خستگی و درد عضلانی خفیف کمتر از ۱٪ از افراد رخ می‌دهد. نرخ بروز واکنش‌های آلرژیک شدید کمتر از یک در ۱۰۰٬۰۰۰ نفر است.
تعدادی از واکسن‌های ترکیبی شامل واکسن کزاز می‌باشند مانند DTaP و Tdap که شامل واکسن‌های دیفتری، کزاز و سیاه سرفه بوده و DT و Td که شامل دیفتری و کزاز می‌باشند. DTaP و DT به کودکان کمتر از هفت سال داده می‌شود، در حالی که Tdap و Td برای هفت سال به بالا تجویز می‌گردد. این حروف کوچک d و p به معنی قوت کمتر واکسن‌های دیفتری و سیاه سرفه می‌باشند.
آنتی سرم کزاز در سال ۱۸۹۰ با تأثیری برای چند هفته ساخته شد. واکسن کزاز در سال ۱۹۲۷ برای اولین بار تهیه گردید و برای سربازان در جنگ جهانی دوم استفاده شد. استفاده از آن منجر به ۹۵٪ کاهش در نرخ کزاز گردید. این دارو در فهرست داروهای ضروری سازمان جهانی بهداشت قرار دارد که عبارت است از مهم‌ترین داروهای مورد نیاز در یک نظام سلامت پایه. هزینه عمده فروشی آن بین ۰٫۱۷ تا ۰٫۶۵ دلار در هر دوز می‌باشد (ارقام سال ۲۰۱۴). در ایالات متحده یک دوره واکسن کزاز بین ۲۵ و ۵۰ دلار است.

## اثرات جانبی
مهم‌ترین اثرات جانبی این واکسن عبارت اند از تب، سرخی پوست، درد و خارش محل تزریق و خستگی و خارش یا درد بدن که معمولاً موارد بی خطر و نادری هستند.

## مکانیسم تأثیر
نحوه تأثیر این واکسن به صورت ایمنی تطبیقی مصنوعی است. فرایند به این شکل است که دستگاه ایمنی بدن پس از مواجه شدن با باکتری کشته یا ضعیف شده پاسخ ایمنی به صورت تولید پادتن‌ها را می‌دهد. در آینده در صورت ورود همان باکتری به بدن شخص، دستگاه ایمنی به دلیل آشنایی با آن باکتری پاسخی سریع تر برای مقابله و غلبه بر باکتری خواهد داد.